# JooE
李周洹（韩语：이주원，英语：Lee Joo Won，1999年8月18日—），藝名：珠伊（韩语：주이；英语：JooE），韩國女歌手，韓國女子组合MOMOLAND成员，队内担任領唱、領舞。

## 经历

### 2016年
2016年参演 Mnet 出道选秀节節目。8月26日通过选拔，成功以MOMOLAND出道。
11月2日，官方 YouTube 频道以及Facebook帐号放出成员個人與團體概念照。
11月3日，公开首张迷你专辑《Welcome to MOMOLAND》。
4月26日，发行单曲《Wonderful love (어마어마해 )》。
8月22日，发行第二张迷你专辑《Freeze(꼼짝마)!》。
2017年初，韩国Trot歌手洪真英在自己的Instagram上发起了自己歌曲《Ring Ring》的编舞征集活动。4月19日，洪真英在Instagram上放出了由MOMOLAND提交的编舞并邀请MOMOLAND参加街头公演。公演中，MOMOLAND成员JooE凭借高感染力的舞蹈成为了当时的直拍话题。为此，经纪公司在主打曲《Wonderful Love》的EDM版本中加入了一段以JooE为主的舞蹈并在网络上引起反响。随后JooE参演了韩国综艺节目《无限挑战》并在节目中表演了成名舞蹈。凭借这段舞蹈，JooE被韩国乐天饮料看所中并代言了旗下的Sparkling Tropicana饮料。因JooE在该广告中的魔性舞蹈，使得该广告及JooE本人迅速走红，为其本人以及MOMOLAND带来巨大的关注度。
12月27日，因在韩国综艺节目《Radio Star》中出色的综艺表现，JooE和MOMOLAND分别登上了韩国NAVER实时检索榜的第一位和第二位。

### 2018年
1月3日，发行第三张迷你专辑《GREAT!》。
1月11日，MOMOLAND凭借主打曲《Bboom Bboom》获得出道后首个一位。
6月26日，MOMOLAND发行第四张迷你专辑《Fun to the World》。

## 音乐作品
主条目：MOMOLAND

## 影视作品
僅列出個人影視 團體請參見MOMOLAND影视作品列表。

### 電視劇
| 年份   | 電視台 | 劇名                    | 角色 | 性質 |
| 2017年 | V live | 《셀프드라마 여주찾기》 | 珠伊 | 客串 |

### 固定綜藝
| 日期                  | 電視台   | 節目名稱             | 備註     |
| 2017年7月16日－8月6日 | Naver TV | 《막 지르는 소녀들》 | 固定嘉賓 |

### 綜藝節目
| 年份   | 日期              | 電視台    | 節目名稱                    | 備註           |
| 2017年 | 6月19日           | KBS       | 《演艺家中介》              | 金生旼老手环节 |
| 2017年 | 7月29日           | MBC       | 《無限挑戰》                |                |
| 2017年 | 8月5日            | tvN       | 《SNL Korea》               | 客串           |
| 2017年 | 8月28日           | KBS       | 《演艺家中介》              | 金生旼老手环节 |
| 2017年 | 11月6日           | KBS       | 《演艺家中介》              | 金生旼老手环节 |
| 2017年 | 12月27日          | MBC       | 《黄金渔场 Radio Star》     |                |
| 2017年 | 12月29日          | KBS World | 《Seoul Discovery》         |                |
| 2018年 | 1月29日           | tvN       | 《TALKMON》                 |                |
| 2018年 | 2月2日            | SBS       | 《白种元的胡同餐馆》        |                |
| 2018年 | 2月4日            | MBC       | 《神秘音乐秀：蒙面歌王》    |                |
| 2018年 | 2月5日            | tvN       | 《TALKMON》                 |                |
| 2018年 | 2月10日           | JTBC      | 《认识的哥哥》              |                |
| 2018年 | 2月17日           | JTBC      | 《认识的哥哥》              |                |
| 2018年 | 2月25日           | tvN       | 《喜剧大联盟》              |                |
| 2018年 | 3月8日            | KBS       | 《Happy Together Season 3》 |                |
| 2018年 | 3月15日           | KBS       | 《Happy Together Season 3》 |                |
| 2018年 | 3月26日           | KBS       | 《大国民脱口秀-你好》       |                |
| 2018年 | 4月11日           | MBC       | 《一周的偶像》              |                |
| 2018年 | 5月19日           | MBC       | 《意外的Q》                 |                |
| 2018年 | 5月27日           | SBS       | 《Running Man》             |                |
| 2018年 | 7月7日            | JTBC      | 《認識的哥哥》              |                |
| 2018年 | 8月18日           | MBC       | 《意外的Q》                 |                |
| 2018年 | 9月29日           | JTBC      | 《認識的哥哥》              |                |
| 2018年 | 11月9日－11月23日 | MBC       | 《真正的男人300 》          |                |
| 2019   | 6月8日、6月15日   | TvN       | 《傻瓜們的監獄生活》        |                |

### 節目主持
| 日期                         | 電視台  | 節目名稱               | 備註       |
| 2017年10月17日－2018年5月8日 | SBS MTV | 《THE SHOW》           | 固定MC     |
| 2018年1月21日                | SBS     | 《人气歌谣》           | Special MC |
| 2018年3月2日－               | OnStyle | 《Get It Beauty 2018》 | 固定MC     |
| 2018年6月25日－              | SBS MTV | 《School Attack 2018》 | 固定MC     |
| 2019年3月28日                | Mnet    | 《M Countdown》        | Special MC |